# Han Gong-ju
Han Gong-ju (한공주) és una pel·lícula de drama  criminal de Corea del Sud del 2013 escrita i dirigida per Lee Su-jin, i protagonitzada per Chun Woo-hee. Es va inspirar en l'infame cas de la violació en grup a Miryang del 2004.
La pel·lícula es va estrenar al 18è Festival Internacional de Cinema de Busan on va guanyar el CGV Movie Collage Award i el Citizen Reviewers' Award.
Quan va recórrer el circuit internacional de festivals de cinema, Han Gong-ju va guanyar diversos premis principals, inclòs l'Estrella d'Or al Festival Internacional de Cinema de Marràqueix de 2013, el premi Tigre (atorgat a pel·lícules que "donen veu als joves cineastes" i "superen els límits") al Festival Internacional de Cinema de Rotterdam 2014, i el Premi del Jurat, el Premi de la Crítica i el Premi del Públic al Festival de Cinema Asiàtic de Deauville 2014.
El jurat de Rotterdam l'ha elogiat com "un debut hàbilment elaborat i molt aconseguit. Desviant-se d'una estructura narrativa cronològica típica, la pel·lícula atrau l'espectador a participar en els plaers de la narració a través d'un trencaclosques narratiu extraordinari i complex".
Han Gong-ju es va estrenar als cinemes el 17 d'abril de 2014.

## Argument
La pel·lícula comença amb Gong Ju (Chun Woo hee) enfrontant-se a una multitud d'adults menyspreables mentre els diu que no va fer res dolent. L'escena passa a la seva mestra de la seva escola actual, Lee Nan do (Jo Dae Hee), ajudant-la a fer el seu equipatge mentre està a punt de ser traslladada a una altra escola d'una ciutat diferent. Mentre dinen ell li diu que no ha estat culpa seva sinó que ha d'esperar els resultats del judici abans de decidir què ha de fer a continuació i, mentrestant, no atendre cap trucada telefònica. Lee aconsegueix que la seva transició a l'escola sigui el més fàcil possible tot i que és a mig semestre. Després porta a Gong Ju a la botiga de conveniència propietat de la seva mare, la senyora Cho, per a un possible embarcament a casa seva. Inicialment la mare es nega però finalment li permet quedar-se.
En un flashback al passat, Gong Ju treballa com a caixer en una botiga de conveniència quan un amic/company de classe i fill del propietari de la botiga, Dong Yoon (Choi Yong Jun), entra visiblement colpejat mentre agafa menjar i torna enrere. sortir a veure els seus amics. L'endemà a l'escola es troba amb la seva amiga Hwa Ok (Kim So Young) i parlen de l'incident.
Un dia a l'escola en el present, Gong Ju camina pel passadís i mira per la finestra d'una classe on un petit grup de noies assagen una cançó a capella. Quan la líder del grup, Eun Hee (Jung In Sung), la veu, s'allunya ràpidament. Gong Ju va a classes de natació i coneix l'Eun Hee que intenta fer-se amiga d'ella després de sentir-la cantar al vestidor. Eun Hee demana a Gong Ju que s'uneixi al grup a capella. Tot i que en Gong Ju no li interessa, li demana a Eun Hee el préstec del seu telèfon per ajudar-lo amb les indicacions perquè pugui trobar la seva mare. Agafen un autobús i Gong Ju va a la feina de la seva mare, però finalment, és rebutjada i acomiadada. Eun Hee escolta la conversa. Gong Ju s'enfronta a ella i recorda la seva amiga Hwa Ok. Després, enfadada visita la botiga del xicot de la seva mare i el besa i el mossega amb força abans de fugir.
Gong Ju es para a la sala de música buida de l'escola i comença a cantar on l'escolten Eun Hee i els seus amics. A poc a poc, comença a obrir-se a les noies i comparteix amb elles que el seu objectiu és aprendre a nedar almenys 25 metres. Els amics de Gong Ju decideixen publicar un vídeo del seu cant i detalls sobre ella a Internet perquè pugui crear un club de fans, però en escoltar això, Gong Ju s'enfada i demana que eliminin el vídeo immediatament. Els seus amics estan desconcertats per la seva reacció i es produeix una discussió.
Poc després, un grup de pares enfadats s'introdueixen i interrompen la classe per assetjar Gong Ju per haver tancat els seus fills a la presó. Gong Ju fuig i s'amaga en una habitació buida.
Es mostra un altre flashback on Hwa Ok està sent violada en grup a la casa de Gong-Ju. Abans d'això, Gong Ju arriba a casa seva on Dong Yoon, Hwa Ok i almenys 15 nois passen l'estona i beuen. Dong Yoon es mostra sent assetjada pels seus amics. Encara que Gong Ju no beu, Dong Yoon insisteix que begui una cervesa que, sense que ho sàpiga, ha estat drogada. Gong Ju pren la beguda mentre Dong Yoon li assegura que els nois marxaran si ho fa. Sota la influència de la droga, també és violada en grup. La "festa" s'acaba quan el pare de Dong Yoon arriba i se’n porta a casa Dong Yoon, que estava enmig del seu torn de violar una de les noies; el seu pare s'adona, però ignora que les altres noies també estan violades actualment.
Poc després, Hwa Ok se suïcida saltant d'un pont. L'escena torna al present on Gong Ju està asseguda amb la directora mentre li aconsella que discutirà la situació amb la junta, sense haver sabut del seu passat. El xicot de la senyora Cho dubta de la seva innocència i la insta a expulsar a Gong Ju de casa, però Gong Ju marxa de bon grat, després de dir-los que Hwa Ok estava embarassada però que no va fer res per ajudar-la.
Els amics de Gong Ju a l'escola s'assabenten de la violació, li envien un missatge de text per preguntar-li on és i per dir-li que no és culpa seva. Eun Hee i els seus amics estan horroritzats després de veure el vídeo de la violació de Hwa Ok, però ella no respon immediatament a una trucada de Gong Ju. Mentrestant, es veu a Gong Ju caminant cap a un pont on es llança a l'aigua; Aleshores es mostra una ombra submarina nedant lluny, nedant amb molta més destresa del que mai va aconseguir. S'escolta una veu de fons que li pregunta a Gong Ju per què vol nedar tant. La resposta de Gong Ju és "En cas que vulgui començar de nou perquè la meva ment podria canviar". Se sent als seus amics cantar i aplaudir el seu nom mentre s'ofega.

## Repartiment
- Chun Woo-hee com a Han Gong-ju
- Jung In-sun com a Eun-hee
- Kim So-young com a Hwa-ok
- Lee Young-lan com la Sra Cho
- Kwon Beom-taek com a cap de la subestació de policia
- Jo Dae-hee com a Lee Nan-do
- Choi Yong-joon com a Dong-yoon
- Kim Hyun-joon com a Min-ho
- Yoo Seung-mok com el pare de Gong-ju
- Sung Yeo-jin com la mare de Gong-ju
- Kim Jung-suk com el nou marit de la mare de Gong-ju
- Son Seul-gi com a Min-suh
- Lee Chung-hee com a Chung-hee
- Kim Ye-won com a Ye-won
- Lee Ja-yeon com a Ja-yeon
- Oh Hee-joon com la colla de Min-ho
- Ha Jeong-hee com a professora d'aula
- Im Dong-seok com el pare de Dong-yoon
- Min Kyung-jin com a director

## Taquilla
Han Gong-ju es va estrenar en poc més de 200 pantalles (una exposició important per a una pel·lícula independent coreana), i a través d'un fort boca-orella, va ser un èxit entre la crítica i el públic. El dia de l'estrena, el 17 d'abril de 2014, aproximadament 10.000 persones van veure la pel·lícula, però això va augmentar a un ritme sense precedents, superant la marca de les 100.000 entrades (un punt de referència enorme per a una producció independent coreana) en només nou dies, que va ser més ràpid que això. ritme dels favorits indie recents, com ara Ddongpari (2009) en 19 dies i Bedevilled (2010) en deu. El 29 d'abril va assolir la marca dels 150.000 espectadors, batent el rècord de Jiseul (2013), que va vendre 140.490 entrades en 12 dies.
El 9 de maig, Han Gong-ju va superar els 200.000 espectadors, convertint-se en una de les pel·lícules independents coreanes amb més èxit de tots els temps. Enmig de l'obertura de pel·lícules comercials a gran escala com Yeongnin, Pyojeok i The Amazing Spider-Man 2, va continuar atraient un públic mitjà de 2.000 diaris. Al final de la seva tirada, la pel·lícula va tenir un total de 223.297 entrades.

## Premis i nominacions
| Any  | Premi                                                    | Categoria                                            | Receptor       | Resultat  |
| ---- | -------------------------------------------------------- | ---------------------------------------------------- | -------------- | --------- |
| 2013 | 18è Festival Internacional de Cinema de Busan            | CGV Movie Collage Award                              | Han Gong-ju    | Guanyador |
| 2013 | 18è Festival Internacional de Cinema de Busan            | Citizen Reviewers' Award                             | Han Gong-ju    | Guanyador |
| 2013 | 13è Festival Internacional de Cinema de Marràqueix       | Étoile d’or                                          | Han Gong-ju    | Guanyador |
| 2014 | 43è Festival Internacional de Cinema de Rotterdam        | Premi Tigre                                          | Han Gong-ju    | Guanyador |
| 2014 | 16th Festival de Cinema Asiàtic de Deauville             | Premi del Jurat                                      | Han Gong-ju    | Guanyador |
| 2014 | 16th Festival de Cinema Asiàtic de Deauville             | Premi de la Crítica                                  | Han Gong-ju    | Guanyador |
| 2014 | 16th Festival de Cinema Asiàtic de Deauville             | Premi del Públic                                     | Han Gong-ju    | Guanyador |
| 2014 | 18è FanTasia                                             | Premi del Públic, Millor Pel·lícula Asiàtica - Plata | Han Gong-ju    | Guanyador |
| 2014 | 14ns Premis Director's Cut                               | Millor actriu novell                                 | Chun Woo-hee   | Guanyador |
| 2014 | 14ns Premis Director's Cut                               | Millor director de pel·lícula independent            | Lee Su-jin     | Guanyador |
| 2014 | 23ns Buil Film Awards                                    | Millor pel·lícula                                    | Han Gong-ju    | Nominat   |
| 2014 | 23ns Buil Film Awards                                    | Millor actriu                                        | Chun Woo-hee   | Nominat   |
| 2014 | 23ns Buil Film Awards                                    | Millor director novell                               | Lee Su-jin     | Nominat   |
| 2014 | 23ns Buil Film Awards                                    | Millor actriu novell                                 | Chun Woo-hee   | Nominat   |
| 2014 | 23ns Buil Film Awards                                    | Millor guió                                          | Lee Su-jin     | Nominat   |
| 2014 | 34ns Premis de l'Associació Coreana de Crítics de Cinema | Millor actriu                                        | Chun Woo-hee   | Guanyador |
| 2014 | 34ns Premis de l'Associació Coreana de Crítics de Cinema | Millor guió                                          | Lee Su-jin     | Guanyador |
| 2014 | 34ns Premis de l'Associació Coreana de Crítics de Cinema | Critics' Top 10                                      | Han Gong-ju    | Guanyador |
| 2014 | 51ns Grand Bell Awards                                   | Millor actriu                                        | Chun Woo-hee   | Nominat   |
| 2014 | 51ns Grand Bell Awards                                   | Millor director novell                               | Lee Su-jin     | Nominat   |
| 2014 | 51ns Grand Bell Awards                                   | Millor guió                                          | Lee Su-jin     | Nominat   |
| 2014 | 15th Women in Film Korea Awards                          | Millor actriu                                        | Chun Woo-hee   | Guanyador |
| 2014 | 35sn Blue Dragon Film Awards                             | Millor actriu                                        | Chun Woo-hee   | Guanyador |
| 2014 | 35sn Blue Dragon Film Awards                             | Millor director novell                               | Lee Su-jin     | Guanyador |
| 2014 | 35sn Blue Dragon Film Awards                             | Millor guió                                          | Lee Su-jin     | Nominat   |
| 2014 | 35sn Blue Dragon Film Awards                             | Millor muntatge                                      | Choi Hyun-sook | Nominat   |
| 2015 | 6th KOFRA Film Awards                                    | Millor pel·lícula                                    | Han Gong-ju    | Guanyador |
| 2015 | 6th KOFRA Film Awards                                    | Millor actriu                                        | Chun Woo-hee   | Guanyador |
| 2015 | 6th KOFRA Film Awards                                    | Premi Discovery                                      | Chun Woo-hee   | Guanyador |
| 2015 | 10ns Max Movie Awards                                    | Millor actriu                                        | Chun Woo-hee   | Guanyador |
| 2015 | 10ns Max Movie Awards                                    | Millor pel·lícula independent                        | Han Gong-ju    | Guanyador |
| 2015 | 20ns Chunsa Film Art Awards                              | Millor actriu                                        | Chun Woo-hee   | Nominat   |
| 2015 | 20ns Chunsa Film Art Awards                              | Millor director novell                               | Lee Su-jin     | Nominat   |
| 2015 | 2ns Wildflower Film Awards                               | Gran Premi                                           | Han Gong-ju    | Guanyador |
| 2015 | 2ns Wildflower Film Awards                               | Millor Director (Pel·lícula narativa)                | Lee Su-jin     | Nominat   |
| 2015 | 2ns Wildflower Film Awards                               | Millor actriu                                        | Chun Woo-hee   | Guanyador |
| 2015 | 2ns Wildflower Film Awards                               | Millor guió                                          | Lee Su-jin     | Nominat   |
| 2015 | 2ns Wildflower Film Awards                               | Millor fotografia                                    | Hong Jae-sik   | Nominat   |
| 2015 | 2ns Wildflower Film Awards                               | Millor director novell                               | Lee Su-jin     | Nominat   |
| 2015 | 51ns Baeksang Arts Awards                                | Millor pel·lícula                                    | Han Gong-ju    | Nominat   |
| 2015 | 51ns Baeksang Arts Awards                                | Millor director novell                               | Lee Su-jin     | Nominat   |
| 2015 | 51ns Baeksang Arts Awards                                | Millor actriu novell                                 | Chun Woo-hee   | Guanyador |
| 2015 | 51ns Baeksang Arts Awards                                | Millor guió                                          | Lee Su-jin     | Nominat   |